# Kandrat Krapiva
Kandrat Kandratavitch Atrakhovitch (Nizok, voblast de Minsk, 22 février 1896 - Minsk, 7 janvier 1991), dit Kandrat Krapiva, est un homme de lettres biélorusse, connu pour ses pièces de théâtre, ses romans, ses nouvelles satiriques et ses traductions en biélorusse. Il est devenu en 1956 vice-président de l'Académie des Sciences de la RSS de Biélorussie.

## Biographie
Kandrat Krapiva naît dans le village de Nizok en 1896, alors que la Biélorussie fait partie de l'Empire russe. Après avoir fait ses études dans l'école du village il est devenu lui-même enseignant. 
Plus tard, en 1917, lors de la révolution d'Octobre, il rejoint l'Armée rouge. C'est à ce moment qu'il a conscience de sa vocation d'artiste et il commence à écrire en 1922. En 1930, il est diplômé de la faculté de littérature et de langues à l'Université de Minsk,.
Il commence à publier ses écrits en 1925 et acquit rapidement une certaine notoriété, en raison surtout de son écriture vive et humoristique. Après avoir écrit quelques fables, il se lance dans l'écriture de romans et de nouvelles, puis il invente des pièces de théâtre. Il a aussi contribué à quelques journaux soviétiques en rédigeant des articles politiques, par exemple pendant la Seconde Guerre mondiale.
Après la guerre, il entra à l'Académie des Sciences de Minsk, où il présidait l'Institut de Linguistique. Son engagement politique s'affirma lorsqu'il représenta la Biélorussie lors de la première séance de l'ONU puis lorsqu'il obtint un siège de député au Conseil suprême de la RSS de Biélorussie.
Enfin, il collabora largement pour la culture biélorusse en traduisant des textes étrangers en biélorusse, notamment des ouvrages de William Shakespeare et de Karl Marx et en participant à la rédaction du grand dictionnaire russe-biélorusse paru en 1962,.
En 1956, il fut nommé vice-président  de l'Académie des Sciences de la RSS de Biélorussie et fut déclaré écrivain du peuple de Biélorussie. Sa renommée et son talent lui valurent également trois prix de littérature de l'URSS et un prix de littérature de Biélorussie.
Aujourd'hui, l'Institut des Arts, d'Éthnographie et de Folklore de Minsk porte son nom, ainsi que l'école de son village natal.
Plusieurs de ses pièces de théâtre ont été portées au cinéma.

## Principales œuvres
- L'Ortie (1925)
- Fables (1927)
- Le Hibou, l'Âne et le Soleil (1927)
- Les Voisins (1928)
- Les Phénomènes vivants (1930)
- La Fin de l'Amitié (1934)
- Les Résistants (1937)
- Avec le Peuple (1948)
- Les Alouettes (1950)

## Distinctions
- Prix Staline (1941), pour la pièce Qui rit le dernier (1939)
- Ordre du Drapeau rouge (1943)
- Prix Staline (1951), pour la pièce Une alouette chante (1950)
- Prix d'État de l'URSS (1971), pour son travail de recherche en lexicographie
- Ordre du Drapeau rouge du Travail (1955)
- Héros du travail socialiste (1975)
- Ordre de Lénine (1940, 1949, 1966, 1975)
- Ordre de la Révolution d'Octobre (1971)
- Ordre de l'Amitié des peuples (1984)
- Ordre de la Guerre patriotique de 2e classe (1985)